# DK33
De DK33 (Pools: Droga krajowa nr 33) is een route op het Poolse nationale wegennet. De weg ligt in het zuidwesten van Polen en loopt van Kłodzko naar Boboszów aan de Tsjechiëse grens. 

## Wijziging traject Klodzko
In 2018 is de traject van de DK33 gewijzigd in Klodzko. De weg begint bij de Europese weg 67 en loopt langs de linkerzijde van Klodzko door naar de gewone traject.

## Steden langs de DK33
- Kłodzko
- Bystrzyca Kłodzka
- Międzylesie

DK1 · DK2 · DK3 · DK4 · DK5 · DK6 · DK7 · DK8 · DK9 · DK10 · DK11 · DK12 · DK13 · DK14 · DK15 · DK16 · DK17 · DK18 · DK19 · DK20 · DK21 · DK22 · DK23 · DK24 · DK25 · DK26 · DK27 · DK28 · DK29 · DK30 · DK31 · DK32 · DK33 · DK34 · DK35 · DK36 · DK37 · DK38 · DK39 · DK40 · DK41 · DK42 · DK43 · DK44 · DK45 · DK46 · DK47 · DK48 · DK49 · DK50 · DK51 · DK52 · DK53 · DK54 · DK55 · DK56 · DK57 · DK58 · DK59 · DK60 · DK61 · DK62 · DK63 · DK64 · DK65 · DK66 · DK67 · DK68 · DK69 · DK70 · DK71 · DK72 · DK73 · DK74 · DK75 · DK76 · DK77 · DK78 · DK79 · DK80 · DK81 · DK82 · DK83 · DK84 · DK85 · DK86 · DK87 · DK88 · DK89 · DK90 · DK91 · DK92 · DK93 · DK94 · DK95 · DK96 · DK97 · DK98